# Feng Ziqi
Feng Ziqi (Guangzhou, 29 de junho de 1999) é uma lutadora de estilo-livre chinesa.

## Carreira
Feng nasceu em 1999 e é de Guangzhou, na província de Guangdong. Ela começou a treinar luta livre quando tinha 9 anos. Em 2018, ela se juntou ao time provincial de luta livre de Guangdong.
Em 31 de outubro de 2019, Feng ganhou uma medalha de prata no evento de 50 kg no Campeonato Mundial de Luta Livre Sub-23 de 2019.
Em 2023, Feng ganhou uma medalha de bronze no evento de 50 kg no Campeonato Mundial de Luta Livre de 2023 ao derrotar Alisson Cardozo da Colômbia.
Em 2024, Feng ganhou outra medalha de bronze no evento de 50 kg nas Olimpíadas de Verão de 2024 ao derrotar Otgonjargal Dolgorjav da Mongólia.